# Фауст, німецька народна легенда
«Фауст, німецька народна легенда» (нім. Faust — Eine deutsche Volkssage) — німецький німий фільм 1926 року, поставлений режисером Фрідріхом Вільгельмом Мурнау за мотивами німецької легенди про доктора Фауста, а також однойменної трагедії Гете та п'єси Крістофера Марлоу «Трагічна історія доктора Фауста» (1587—1588).

## Сюжет
Архангел Михаїл (Вернер Футтерер) і Сатана укладають парі. Сатана стверджує, що може спокусити будь-яку людину, яка живе на Землі. Предметом парі стає Фауст (Йоста Екман) — знаменитий вчений-алхімік. На його місто Сатана насилає чуму. Фауст намагається знайти ліки, але зазнає невдачі. У люті він кидає свої книги у вогонь, але на сторінках однієї з них проступає заклинання для виклику демона. У відчаї Фауст вирушає з цією книгою опівночі на перехрестя і вимовляє заклинання. До нього являється Мефістофель (Еміль Яннінгс) в образі злісної відьми. В обмін на його душу він дає Фаусту владу повертати до життя мертвих. Фауст оживляє одного померлого від чуми і приголомшені городяни починають нести до нього мерців. Проте у першої ж жінки, яку Фауст береться оживити, затиснутий в руках хрест, і магія Мефістофеля виявляється безсилою. Розлючений натовп жене Фауста камінням в його лабораторію.
Тоді Мефістофель пропонує Фаусту замість щастя для усіх щастя для нього одного — вічну молодість. Фауст погоджується, і Мефістофель перетворює його в юнака, а сам перетворюється в «гетевського» демона-дворянина в чорному плащі зі шпагою. На мантії Мефістофеля вони летять у Парму, де у Фауста, прибуття якого Мефістофель обставив як візит безмежно багатого східного принца, закохується правителька міста (Ганна Ральф). Проте скоро Фаусту стає з нею нудно і він вимагає, щоб Мефістофель переніс його назад на батьківщину.
Місто зустрічає армію, що з перемогою повернулася з турецької війни. Фауст разом з парафіянами входить в собор, Мефістофель чекає його зовні. У соборі Фауст уперше зустрічає Гретхен (Камілла Горн) і закохується в неї. Одного разу вночі він приходить до неї додому, проте Мефістофель робить так, що мати Гретхен і її брат дізнаються про побачення і застають закоханих. Мати Гретхен помирає, а її брат б'ється на шпагах з Фаустом. Ударом ззаду Мефістофель вбиває брата і змушує Фауста втікати, а Гретхен залишається одна перед тілами рідних.
Зникнення Фауста робить життя Гретхен, яке народжує його дитину, нестерпним. Вигнана сусідами й зневажена усіма, вона безуспішно шукає притулку. Врешті-решт, її звинувачують в чаклунстві і засуджують до спалювання на вогнищі. Почувши її заклик про допомогу, Фауст відмовляється від набутої молодості і свого життя заради порятунку Гретхен. Він вимагає, щоб Мефістофель переніс його до неї, і вони обоє згорають на вогнищі та зносяться до небес.
Диявол вимагає віддати йому землю, оскільки він виграв парі, на що архангел відповідає, що одне слово анулює парі, і це слово «кохання».

## У ролях
| Йоста Екман (старший) | ···· | Фауст                           |
| Еміль Яннінгс         | ···· | Мефістофель                     |
| Камілла Горн          | ···· | Гретхен                         |
| Фріда Ріхард          | ···· | мати Гретхен                    |
| Вільям Дітерле        | ···· | Валентин, брат Гретхен          |
| Іветта Гільбер        | ···· | Марта Швердтлейн, тітка Гретхен |
| Ерік Барклай          | ···· | герцог Пармський                |
| Ганна Ральф           | ···· | герцогиня Пармська              |
| Вернер Футтерер       | ···· | архангел Михаїл                 |
| Ганс Браузеветтер     | ···· | залицяльник                     |

## Знімальна група
- Автор сценарію — Гергарт Гауптман, Ганс Кізер
- Режисер-постановник — Фрідріх Вільгельм Мурнау
- Продюсер — Еріх Поммер
- Оператор — Карл Гоффманн
- Монтаж — Елфі Бетріх
- Художник по костюмах — Вальтер Рьоріг, Жорж Анненков, Роберт Герлт
- Артдиректор — Вальтер Рьоріг, Роберт Герлт

## Виробництво
Фільми став останнім німецьким фільмом Фрідріха Вільгельма Мурнау перед його від'їздом до США. Більшість декорацій до стрічки були побудовані в експресіоністському стилі. Так, робочий кабінет Фауста був зроблений не у вигляді однієї кімнати, а з чотирьох окремих частин, що будувалися одна за одною залежно від того, що було треба для плану.
Роль Гретхен стала дебютом для німецької акторки Камілли Горн, яка відтоді знялася у понад 70-ти фільмах. Еміль Яннінгс і Камілла Горн змінили Конрада Фейдта і Лілліан Гіга, затверджених на ці ролі на початку роботи над фільмом.